# Viktoria-Luise-Platz

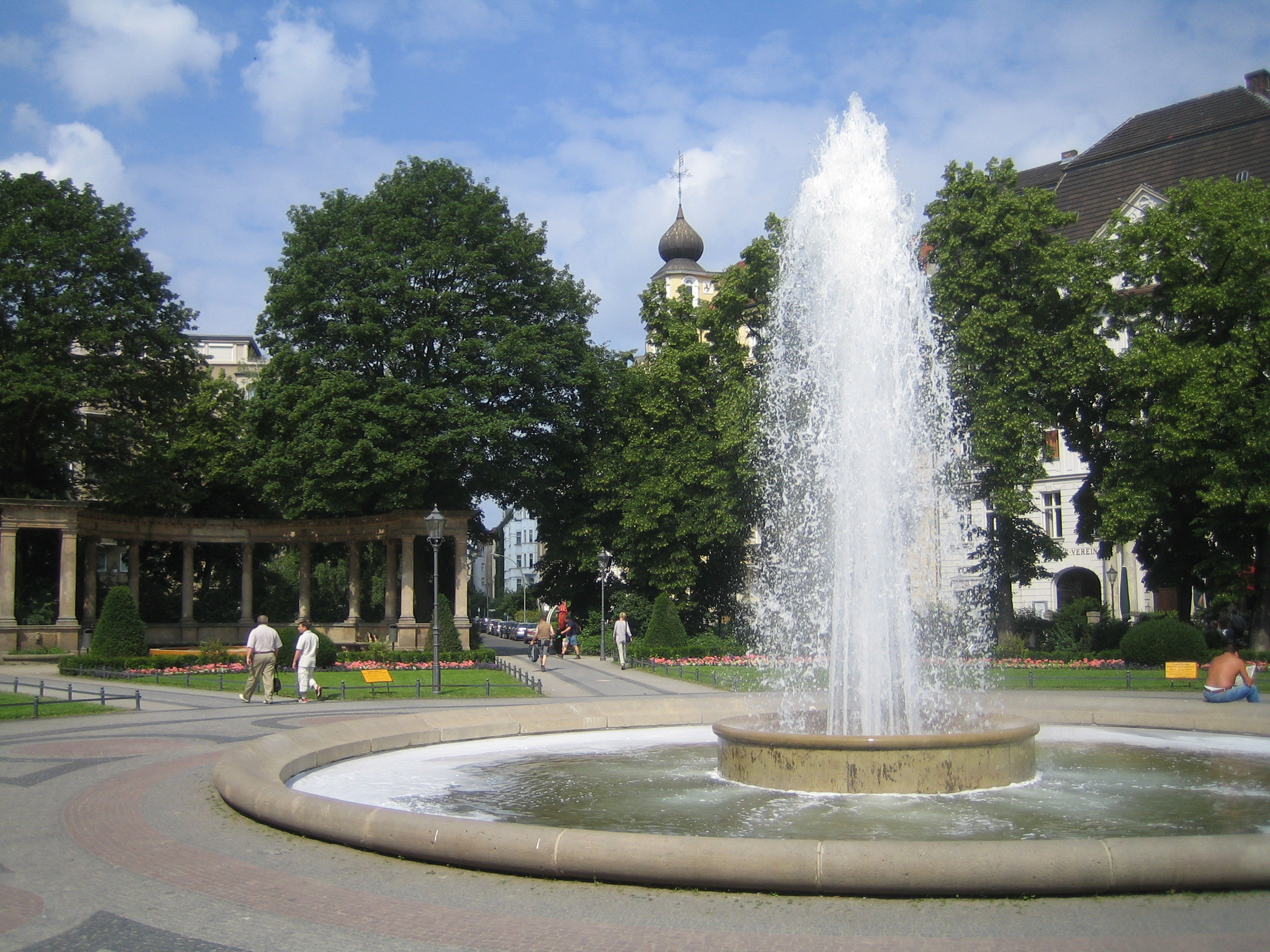
Viktoria-Luise-Platz.

Viktoria-Luise-Platz är en öppen plats i stadsdelen i Schöneberg i Berlin. Platsen har fått sitt namn efter Vilhelm II av Tysklands dotter Prinsessan Viktoria Luise av Preussen. Platsen skapades under samma period som denna del av Schöneberg bebyggdes. Tidigare hade här funnits ängar. Under planeringen hette platsen Platz Z och 1899 realiserades den plan som Fritz Encke från Potsdam tagit fram för gestaltningen av platsen. Viktoria-Luise-Platz skapades som en grön oas i stadsdelen.
Viktoria-Luise-Platz har givit namn åt tunnelbanestationen Viktoria-Luise-Platz.